# Dragland
Dragland est une localité du comté de Nordland, en Norvège.

## Géographie
Administrativement, Dragland fait partie de la kommune de Tjeldsund.